# Alexandre Neckam
Alexandre Neckam (Saint Albans 1157 - Cirencester 1217) est un religieux, philosophe et encyclopédiste anglais.

## Sa vie
Né à Saint Albans (Angleterre, Comté de Hertford) en 1157, il est le frère de lait de Richard Coeur de Lion 
Alexandre Neckam étudia à l'école du Petit-Pont à Paris sûrement entre 1175 et 1182 (?). Puis il enseigna dans l'école de grammaire de Dunstable avant de revenir enseigner à Saint Albans vers 1183-1190 (?) et d'aller à Oxford. Il entre vers 1197-1202 chez les Augustins de Cirencester où il sera abbé de 1213 à sa mort en 1217. Il est considéré par les historiens comme le dernier représentant de la « renaissance du XIIe siècle » et de l'un des tenants de l'école anglaise de philosophie et de sciences naturelles qui s'illustrera plus tard avec Roger Bacon.

## Son œuvre
Son œuvre est diverse et souvent  inédite, surtout dans sa période à Cirencester où il revint enseigner vers 1197 avant de devenir abbé. Aristotélicien convaincu, il est aussi commentateur, lexicographe. Certaines de ses œuvres participent également de l'encyclopédisme : son De naturis rerum offre, à la manière d'une encyclopédie, la somme des connaissances de l'époque sur le monde. L'ouvrage se compose de cinq parties : les deux premières portent sur les choses de la nature, alors que les trois dernières sont un commentaire de l’Ecclésiaste. Dans les deux livres sur la nature, Alexandre Neckam aborde successivement Dieu, la lumière (comprenant les anges et les corps célestes), le temps, les éléments, le feu, l’air et les oiseaux (avec quoi s’achève le livre I), les eaux et les poissons, la terre, les métaux, les plantes, les arbres, les pierres, les animaux terrestres, l’homme et, pour finir, les vertus et les vices (livre II). D'après la tradition manuscrite et les citations qui ont été faites de ses œuvres, la postérité d’Alexandre touche essentiellement l’Angleterre.
Il décrit l'usage commun de la boussole à son époque.
Il remit également en vers et en latin quarante-deux fables d'Esope dans son Novus Esopus qui n'eut pas non plus grand succès.

## Ses écrits
Période à Paris :
- De nominibus utensilium (dans lequel Neckam prouve que les occidentaux connaissaient la boussole, vers 1180-1187).
- Commentaire sur Martianus Capella
- un recueil de fables : Novus Avianus et Novus Esopus

Période à Oxford :
- rédaction des Quaestiones
- rédaction des Sermons

Période à Cirencester comme chanoine :
- Laus beatissime virginis
- Solatium fidelis anime
- Corrogationes Promothei
- Glose sur le Psautier
- De naturis rerum et in Ecclesiasten (vers 1200) (disponible en deux parties sur Gallica : gallica.bnf.fr/ark:/12148/bpt6k67907s  et  gallica.bnf.fr/ark:/12148/bpt6k50236j édi. avec extraits en anglais T. Wright, Alexandri Neckham De naturis rerum libro duo, Londres, Longman and Green, 1863.
- Sacerdos at altare
- Commentaires sur les Proverbes et sur le Cantique des Cantiques
- Speculum speculationum, édi. R. M. Thompso,; Alexander Nequam, Speculum speculationum, Oxford University Press, 1990.
- Laus sapientie divine

Période de son abbatiat à Cirencester :
- Corrogationes novi Promothei
- Super mulierem fortem
- Suppletio defectuum, édi. et trad. en anglais par C. J. McDonough, Alexander Neckam on Plants, Birds and Animals. A Supplement to the 'Laus Sapientiae divine' , Florence, Sismel, 1999.